# シリコン・ティーンズ
シリコン・ティーンズ (Silicon Teens)は、イギリスのシンセポップグループ。ミュート・レコードの創始者であるダニエル・ミラーのプロジェクト。当初はグループとして宣伝されたが実際はダニエル・ミラーによるソロプロジェクトだった。1980年9月に唯一のアルバム『Music for Parties』をリリース。アルバムとシングル「Judy in Disguise」、「Just Like Eddie」はUKインディーチャートのトップ10に入った。

## 作品

### アルバム
- Music for Parties (1993年)

### シングル
- "Memphis Tennessee"
- "Judy In Disguise"
- "Just Like Eddie"